# Lygosoma vosmaeri
Lygosoma vosmaeri là một loài thằn lằn trong họ Scincidae. Loài này được Gray mô tả khoa học đầu tiên năm 1839.